# سید رسول حسینی کوهستانی
سید رسول حسینی کوهستانی (متولد ۱۳۱۸، روستای کوهستان بهشهر) پژوهشگر، نویسنده و استاد حوزه و دانشگاه،‌ از شاگردان محمد کوهستانی و نماینده سابق استان مازندران در دورهٔ سوم مجلس شورای اسلامی شهرستان بهشهر بوده است.
سید رسول حسینی کوهستانی در روستای کوهستان از توابع شهرستان بهشهر دیده به جهان گشود.↵تحصیلات ابتدایی را در حوزه علمیه کوهستان و نزد محمد کوهستانی فرا گرفت و سپس مدتی را در قم و نجف به ادامه تحصیل پرداخت.
وی در آغاز جوانی، فعالیت سیاسی خود را با پیروی از خمینی آغاز کرد و سفرهای تبلیغی و سخنرانی علیه حکومت وقت را در شهرهای مختلف ایران آغاز نمود و بارها تحت تعقیب ساواک قرار گرفت.
بعد از پیروزی انقلاب به نهاد های انقلابی پیوست و در جنگ ایران و عراق مسئول تبلیغات لشگر ۲۵ کربلا بود.
سید علی اکبر حسینی فرزند وی در جنگ ایران و عراق شهید شد.
او در انتخابات سومین دورهٔ مجلس شورای اسلامی در ۱۹ فروردین ۱۳۶۷،‌ به عنوان کاندیدای مستقل و با حمایت کامل سید صابر جباری امام جمعه وقت بهشهر و محمدحسین محمدی لائینی امام جمعه وقت نکا،‌ توانست با کسب ۴۱٬۰۳۴ از ۱۰۶٬۰۳۳ رأی مأخوذه وارد مجلس شورای اسلامی شود.
وی در دوران نمایندگی،‌ ریاست کمیسیون نهادهای انقلاب که بعد از دوره چهارم مجلس شورای اسلامی با کمیسیون اصل نود قانون اساسی تلفیق شد، را بر عهده داشت.